# La Moutade
La Moutade era una comuna francesa situada en el departamento de Puy-de-Dôme, de la región de Auvernia-Ródano-Alpes, que el 1 de enero de 2016 pasó a ser una comuna delegada de la comuna nueva de Chambaron-sur-Morge al fusionarse con la comuna de Cellule.

## Demografía
| Gráfica de evolución demográfica de La Moutade entre 1901 y 2013 |
|                                                                  |

Los datos demográficos contemplados en este gráfico de la comuna de La Moutade se han cogido de 1800 a 1999 de la página francesa EHESS/Cassini, y los demás datos de la página del INSEE.